# Hermann Schlichting (Schriftsteller)
Carl Ferdinand Hermann Schlichting (* 18. September 1860 in Alt Damerow, Kreis Saatzig; † 4. März 1931 in Jena) war ein deutscher Redakteur und Heimatschriftsteller.

## Leben und Wirken
Schlichting entstammte einer alten pommerschen Pfarrersfamilie und war der Sohn des Pfarrers Emil Schlichting. Nach dem Schulbesuch studierte er an den Universitäten Tübingen, Leipzig und Berlin Theologie und Philologie und wandte sich später dem Journalismus zu. Er war Redakteur der Dresdner Rundschau, 1907 Redakteur der Halberstädter Allgemeinen Zeitung und danach Redakteur der Naumburger Allgemeinen Zeitung und lebte zuletzt in Jena.
Bleibende Verdienste hat er sich durch praktische Heimatpflege erworben, indem er alte Sitten und Gebräuche wieder zum Leben erweckte. Er gründete im Jahre 1908 zusammen mit dem Badearzt Schütze die Walpurgisgemeinde auf der Ruine der Rudelsburg bei Naumburg (Saale). Vielen Gemeinden und Vereinigungen hat er Anregungen zur Veranstaltung von Volksfesten gegeben und verfasste selbst mehrere Dorfchroniken und heimatkundliche Abhandlungen. Daneben schrieb er zahlreiche Leitartikel in führenden Thüringer Zeitungen sowie in der preußischen Provinz Sachsen. Daneben war er als feinsinniger Erzähler und Feuilletonist bekannt.

## Werke (Auswahl)
- Aus einer großen Garnison. 1904.
- Luise Gräfin von Montignoso, ehemalige Kronprinzessin von Sachsen als Dichterin. 1905.
- Im Streit um Jesus. Romandichtung. 1906.
- Über Tod und Leben. Poetische Gedanken. 1908.